# 오빠딸
오빠딸은 대한민국의 4인조 밴드그룹이다. 그룹명은 "오빠야 문열어 딸기 사왔어"의 줄임말이며 줄임말을 많이 쓰는 현세대 감성에 뒤지지않기위해 '오빠딸'로 이름을 정하게 되었다. 간혹 '아딸', '오빠닭'과 같은 세간의 타 브랜드와 협업을 하거나 종속관계가 아니냐는 여론이 있지만 전혀 관련없이 독자적인 브랜드화를 고집하고 있다.

## 구성원
리더와 보컬 기타 연주를 맡고 있는 '초고추정', 베이스와 장거리 운전을 담당하는 '영의정k', 건반과 멜로디언,안무를 담당하고 있는 최벌, 드럼과 막내를 담당하고 있는 '육수더맥스(최영우)' 총 4명으로 구성되어있다.
이들의 나이와 실명은 모두 신비감을 형성하기 위해 철저한 비공개이며 현재도 알고 있는 사람은 몇 없다고 전해진다.
Jtbc인터뷰에 의하면 2021년 기준으로 초고추정은 33살, 최벌은 31살, 영의정K 33살, 육수더맥스 최영우는 30살이다.